# وتاکپوتا
وتاکپوتا (به لاتین: Wetakepotha) یک منطقهٔ مسکونی در سری‌لانکا است که در استان مرکزی (سری‌لانکا) واقع شده‌است.